# Marathon Cup 9 2024; Club-assistent Brabantcup 1
De schaatsmarathon Marathon Cup 9 2024; Club-assistent Brabantcup 1 was de dertiende wedstrijd van het marathonseizoen 2024/2025 die op zaterdag 21 december 2024 plaatsvond op ijsbaan Schaats- en Racketcentrum Breda. 
Christian Haasjes heeft in Breda de negende wedstrijd van de Daikin Marathon Cup gewonnen. Na eerdere podiumplaatsen wist Haasjes eindelijk zijn eerste zege op kunstijs te behalen. In een wedstrijd waarin veertien rijders een ronde voorsprong pakten en slechts twintig schaatsers de finish haalden, was Haasjes in de eindsprint sneller dan Harm Visser en Jordy van Workum.  Dit betekende zijn eerste overwinning op kunstijs, na zijn eerdere succes op natuurijs. Lokale favoriet Maikel Stam probeerde nog een solo-aanval, maar werd teruggehaald. Alweer voor de negende keer dit seizoen heeft Marijke Groenewoud een schaatsmarathon gewonnen. In een weinig verheffende koers won Groenewoud zoals verwacht mag worden de massasprint. Achter Groenewoud behaalde Esther Kiel de tweede plaats, Elsemieke van Maaren werd derde. Vroeg in de koers leek nog even een grote groep kans te maken. Maar nadat die terugviel in het peloton bloedde de wedstrijd dood en was het pas de massasprint die verschil kon maken.
Nadat hij de laatste wedstrijd voor de vierdaagse zijn allereerste overwinning had geboekt heeft Nino van Dijk het al oude adagium 'winnen doet winnen' weer op gaat. Dit keer won Van Dijk de beloften mannen sprintend in de kopgroep van acht die een ronde voorsprong had gepakt. Adne Koster sprong in de finale uit de kopgroep weg en leek lang kans te maken. Wittetruidrager Ruben Verkerk zag het gevaar en probeerde over te steken maar kreeg de anderen mee. Van Dijk was vervolgens in de sprint Arjen van Damme en Bram Kras de baas. Verkerk nam met een tweede plaats het oranje over. Bij de beloften vrouwen had Anna Marit Sybrandi met een goede sprint gewonnen. Nadat een late ontsnapping van Demi Huiden door het peloton in de voorlaatste ronde was bijgehaald. Oranjepakdraagster Mayke Vriesinga moest nu met duidelijker verschil de winst aan het ploeggenote laten en werd tweede. Iris Tiben mocht als de nummer drie naar het podium en klimt nu naar de tweede plaats in het klassement op ruime achterstand op Vriesinga.

## Tijdschema
| Datum                     | Tijd (CET) | Onderdeel           |
| ------------------------- | ---------- | ------------------- |
| Zaterdag 21 december 2024 | 17:00      | Beloften vrouwen    |
| Zaterdag 21 december 2024 | 18:00      | Beloften mannen     |
| Zaterdag 21 december 2024 | 19:20      | Top-divisie vrouwen |
| Zaterdag 21 december 2024 | 20:30      | Top-divisie mannen  |

## Podia
| Klasse              | Eerste              | Tweede          | Derde                |
| ------------------- | ------------------- | --------------- | -------------------- |
| Top-divisie mannen  | Christiaan Haasjes  | Harm Visser     | Jordy van Workum     |
| Top-divisie vrouwen | Marijke Groenewoud  | Esther Kiel     | Elsemieke van Maaren |
| Beloften mannen     | Nino van Dijk       | Arjen van Damme | Bram Kras            |
| Beloften vrouwen    | Anna Marit Sybrandi | Mayke Vriesinga | Iris Tiben           |

## Uitslag Top-divisie mannen[2]
| #      | Schaatser           | Nationaliteit | Ploeg                             | Ronde | Punten |
| ------ | ------------------- | ------------- | --------------------------------- | ----- | ------ |
| Goud   | Christiaan Haasjes  | Nederland     | Bouwselect / De Haan Westerhoff   | 125   | 30,1   |
| Zilver | Harm Visser         | Nederland     | Team Essent                       | 125   | 26     |
| Brons  | Jordy van Workum    | Nederland     | Team Reggeborgh                   | 125   | 23     |
| 4      | Lars Woelders       | Nederland     | Sprog                             | 125   | 22     |
| 5      | Ronald Kruijer      | Nederland     | Bouwselect / De Haan Westerhoff   | 125   | 21     |
| 6      | Jorrit Bergsma      | Nederland     | Royal A-ware                      | 125   | 20     |
| 7      | Crispijn Ariëns     | Nederland     | Team Reggeborgh                   | 125   | 19     |
| 8      | Jeroen Janissen     | Nederland     | OKAY/Interfarms                   | 125   | 18     |
| 9      | Ronald Haasjes      | Nederland     | Bouwselect / De Haan Westerhoff   | 125   | 17     |
| 10     | Daan Berkhout       | Nederland     | Team Reggeborgh                   | 125   | 16     |
| 11     | Bart Vreugdenhil    | Nederland     | Port of Amsterdam / SKITS         | 125   | 15     |
| 12     | Maikel Stam         | Nederland     | VGR Sport / Galesloot constructie | 125   | 14     |
| 13     | Homme Jan de Groot  | Nederland     | Team Essent                       | 125   | 13     |
| 14     | Hylke de Boer       | Nederland     | Sprog                             | 125   | 12     |
| 15     | Ruben Ligtenberg    | Nederland     | Sprog                             | 125   | 6      |
| 16     | Christiaan Hoekstra | Nederland     | Hamco / Motorama                  | 125   | 5      |
| 17     | Tjerk de Boer       | Nederland     | Royal A-ware                      | 125   | 4      |
| 18     | Peter Michael       | Nieuw-Zeeland | A6.nl / KMC                       | 125   | 3      |
| 19     | Luuk Loohuis        | Nederland     | Port of Amsterdam / SKITS         | 125   | 2      |
| 20     | Klaas Poortinga     | Nederland     | Sprog                             | 125   | 1      |

125 ronden
1:09:55uur (gem. 33,6sec) 42,9km/h

### Standen na Marathon Cup 9
| Algemeen Klassment | Algemeen Klassment | Algemeen Klassment | Algemeen Klassment              | Algemeen Klassment |
| #                  | Schaatser          | Nationaliteit      | Ploeg                           | Punten             |
| ------------------ | ------------------ | ------------------ | ------------------------------- | ------------------ |
| Goud               | Harm Visser        | Nederland          | Team Essent                     | 170,1              |
| Zilver             | Lars Woelders      | Nederland          | Sprog                           | 115                |
| Brons              | Evert Hoolwerf     | Nederland          | Team Reggeborgh                 | 115                |
| 4                  | Christian Haasjes  | Nederland          | Bouwselect / De Haan Westerhoff | 112,1              |
| 5                  | Luc ter Haar       | Nederland          | Bouwselect / De Haan Westerhoff | 112,1              |
| 6                  | Bart Hoolwerf      | Nederland          | Team Reggeborgh                 | 102,3              |
| 7                  | Daan Gelling       | Nederland          | Royal A-ware                    | 95                 |
| 8                  | Jeroen Janissen    | Nederland          | OKAY/Interfarms                 | 93                 |
| 9                  | Sjoerd den Hertog  | Nederland          | Royal A-ware                    | 83                 |
| 10                 | Tjerk de Boer      | Nederland          | Royal A-ware                    | 75                 |

| Jongeren klassement | Jongeren klassement | Jongeren klassement | Jongeren klassement             | Jongeren klassement |
| #                   | Schaatser           | Nationaliteit       | Ploeg                           | Punten              |
| ------------------- | ------------------- | ------------------- | ------------------------------- | ------------------- |
| Goud                | Lars Woelders       | Nederland           | Sprog                           | 115                 |
| Zilver              | Christian Haasjes   | Nederland           | Bouwselect / De Haan Westerhoff | 112,1               |
| Brons               | Ruben Ligtenberg    | Nederland           | Sprog                           | 53                  |
| 4                   | Wisse Slendebroek   | Nederland           | Royal A-ware                    | 45,1                |
| 5                   | Jorian ten Cate     | Nederland           | OKAY/Interfarms                 | 45                  |
| 6                   | Remco Stam          | Nederland           |                                 | 21                  |
| 7                   | Daan Berkhout       | Nederland           | Team Reggeborgh                 | 16                  |
| 8                   | Hylke de Boer       | Nederland           | Sprog                           | 15                  |
| 9                   | Stijn van de Bunt   | Nederland           |                                 | 3                   |
| 10                  | Germain Deschamps   | Frankrijk           |                                 | 2                   |

## Uitslag Top-divisie vrouwen[3]
| #      | Schaatser              | Nationaliteit | Ploeg                                        | Ronde | Punten |
| ------ | ---------------------- | ------------- | -------------------------------------------- | ----- | ------ |
| Goud   | Marijke Groenewoud     | Nederland     | Team Albert Heijn Zaanlander                 | 80    | 25,1   |
| Zilver | Esther Kiel            | Nederland     | Puur ICT-BTZ                                 | 80    | 21     |
| Brons  | Elsemieke van Maaren   | Nederland     | OKAY/Interfarms                              | 80    | 18     |
| 4      | Tessa Snoek            | Nederland     | VGR Sport / Vreugdenhil Dairy Foods          | 80    | 17     |
| 5      | Jet Fransen            | Nederland     | Wokke Vastgoed                               | 80    | 16     |
| 6      | Tjilde Bennis          | Nederland     | Turner                                       | 80    | 15     |
| 7      | Loesanne van der Geest | Nederland     | VGR Sport / Vreugdenhil Dairy Foods          | 80    | 14     |
| 8      | Janne Berkhout         | Nederland     | Turner                                       | 80    | 13     |
| 9      | Femke Mossinkoff       | Nederland     | VGR Sport / Vreugdenhil Dairy Foods          | 80    | 12     |
| 10     | Esmée Brommer          | Nederland     | Wokke Vastgoed                               | 80    | 11     |
| 11     | Sophie Kraaijeveld     | Nederland     | Turner                                       | 80    | 10     |
| 12     | Beau Wagemaker         | Nederland     | A6.nl / KMC                                  | 80    | 9      |
| 13     | Paula Konijn           | Nederland     | OCRE                                         | 80    | 8      |
| 14     | Amber Siegers          | Nederland     | Skadi / P&G Safety / Mark Bouman Grondwerken | 80    | 7      |
| 15     | Olin Verhoog           | Nederland     | OCRE                                         | 80    | 6      |
| 16     | Lidia Tempert          | Nederland     | Skadi / P&G Safety / Mark Bouman Grondwerken | 80    | 5      |
| 17     | Eline van Voorden      | Nederland     | Fortune Coffee                               | 80    | 4      |
| 18     | Pien van den Bos       | Nederland     | Wokke Vastgoed                               | 80    | 3      |
| 19     | Claudia Oranje         | Nederland     | Leontienhuis                                 | 80    | 2      |
| 20     | Evi Gelling            | Nederland     | Turner                                       | 80    | 1      |

80 ronden
0:46:49uur (gem. 35,1sec) 41,0km/h

### Standen na Marathon Cup 9
| Algemeen Klassment | Algemeen Klassment   | Algemeen Klassment | Algemeen Klassment                  | Algemeen Klassment |
| #                  | Schaatser            | Nationaliteit      | Ploeg                               | Punten             |
| ------------------ | -------------------- | ------------------ | ----------------------------------- | ------------------ |
| Goud               | Bente Kerkhoff       | Nederland          | Team Albert Heijn Zaanlander        | 169,1              |
| Zilver             | Elsemieke van Maaren | Nederland          | OKAY/Interfarms                     | 168                |
| Brons              | Esther Kiel          | Nederland          | Puur ICT-BTZ                        | 157,1              |
| 4                  | Marijke Groenewoud   | Nederland          | Team Albert Heijn Zaanlander        | 147,5              |
| 5                  | Tessa Snoek          | Nederland          | VGR Sport / Vreugdenhil Dairy Foods | 143                |
| 6                  | Jet Fransen          | Nederland          | Wokke Vastgoed                      | 119                |
| 7                  | Maaike Verweij       | Nederland          | Team Albert Heijn Zaanlander        | 112                |
| 8                  | Sofia Schilder       | Nederland          | Wokke Vastgoed                      | 82                 |
| 9                  | Veerle van Koppen    | Nederland          | Puur ICT-BTZ                        | 77                 |
| 10                 | Nienke Smit          | Nederland          | OCRE                                | 64                 |

| Jongerenklassment | Jongerenklassment  | Jongerenklassment | Jongerenklassment            | Jongerenklassment |
| #                 | Schaatser          | Nationaliteit     | Ploeg                        | Punten            |
| ----------------- | ------------------ | ----------------- | ---------------------------- | ----------------- |
| Goud              | Bente Kerkhoff     | Nederland         | Team Albert Heijn Zaanlander | 169,1             |
| Zilver            | Jet Fransen        | Nederland         | Wokke Vastgoed               | 119               |
| Brons             | Sofia Schilder     | Nederland         | Wokke Vastgoed               | 82                |
| 4                 | Veerle van Koppen  | Nederland         | Puur ICT-BTZ                 | 77                |
| 5                 | Evelien Vijn       | Nederland         | Puur ICT-BTZ                 | 59                |
| 6                 | Sophie Kraaijeveld | Nederland         | Turner                       | 54                |
| 7                 | Esmée Brommer      | Nederland         | Wokke Vastgoed               | 52                |
| 8                 | Nikki Noordergraaf | Nederland         | OKAY/Interfarms              | 44                |
| 9                 | Janne Berkhout     | Nederland         | Turner                       | 42                |
| 10                | Myrthe de Boer     | Nederland         | Victron Energy               | 18                |

## Uitslag beloften mannen[4]
| #      | Rijder           | Nationaliteit | Ploeg                               | Ronde | Punten |
| ------ | ---------------- | ------------- | ----------------------------------- | ----- | ------ |
| Goud   | Nino van Dijk    | Nederland     | Traumeel Gel                        | 100   | 30,1   |
| Zilver | Arjan van Damme  | Nederland     | Skate@sea                           | 100   | 26     |
| Brons  | Bram Kras        | Nederland     | Wokke Vastgoed                      | 100   | 23     |
| 4      | Ruben Verkerk    | Nederland     | Ormer ICT                           | 100   | 22     |
| 5      | Jochem Posthumus | Nederland     | Speelman / Exclusief Vastgoedbeheer | 100   | 21     |
| 6      | Sipke Sijtsema   | Nederland     | Douma Staal                         | 100   | 20     |
| 7      | Rick Meijer      | Nederland     | Bouwselect / De Haan Westerhoff     | 100   | 19     |
| 8      | Adne Koster      | Nederland     | Speelman / Exclusief Vastgoedbeheer | 100   | 18     |
| 9      | Tom den Heijer   | Nederland     | OKAY/Interfarms                     | 100   | 12     |
| 10     | Simon de Smit    | Nederland     | Vector                              | 100   | 11     |
| 11     | Arn Botman       | Nederland     | Wokke Vastgoed                      | 100   | 10     |
| 12     | Jurrian Haasjes  | Nederland     | Arbeidsrecht de Graaf               | 100   | 9      |
| 13     | Rick de Ruijgt   | Nederland     | Groenehartsport.nl                  | 100   | 8      |
| 14     | Joël Haasjes     | Nederland     | Arbeidsrecht de Graaf               | 100   | 7      |
| 15     | Matthé Pronk     | Nederland     | OKAY/Interfarms                     | 100   | 6      |
| 16     | Twan Berlijn     | Nederland     | Wokke Vastgoed                      | 100   | 5      |
| 17     | Jitse Wiersma    | Nederland     | Speelman / Exclusief Vastgoedbeheer | 100   | 4      |
| 18     | Tom Mulder       | Nederland     | Schaatsplus                         | 100   | 3      |
| 19     | Ewout Beijeman   | Nederland     | Drenergie                           | 100   | 2      |
| 20     | Chris Berkhout   | Nederland     | Team Reggeborgh                     | 100   | 1      |

100 ronden
0:55:49uur (gem. 33,5sec) 43,0km/h

### Standen na Marathon Cup 9
| Stand Marathon Cup | Stand Marathon Cup  | Stand Marathon Cup | Stand Marathon Cup                  | Stand Marathon Cup |
| Nr.                | Naam                | Nationaliteit      | Ploeg                               | Punten             |
| ------------------ | ------------------- | ------------------ | ----------------------------------- | ------------------ |
| Goud               | Ruben Verkerk       | Nederland          | Ormer ICT                           | 125,1              |
| Zilver             | Kevin van der Horst | Nederland          | Royal A-ware                        | 121,2              |
| Brons              | Arjan van Damme     | Nederland          | Skate@sea                           | 110,1              |
| 4                  | Jochem Posthumus    | Nederland          | Speelman / Exclusief Vastgoedbeheer | 109                |
| 5                  | Nino van Dijk       | Nederland          | Traumeel Gel                        | 103,2              |
| 6                  | Joël Haasjes        | Nederland          | Arbeidsrecht de Graaf               | 101                |
| 7                  | Joost de Jong       | Nederland          | Bouwselect / De Haan Westerhoff     | 97,1               |
| 8                  | Bram Kras           | Nederland          | Wokke Vastgoed                      | 93,1               |
| 9                  | Simon de Smit       | Nederland          | Vector                              | 85                 |
| 10                 | Arn Botman          | Nederland          | Wokke Vastgoed                      | 84                 |

| Stand Jongerenklassement | Stand Jongerenklassement | Stand Jongerenklassement | Stand Jongerenklassement               | Stand Jongerenklassement |
| Nr.                      | Naam                     | Nationaliteit            | Ploeg                                  | Punten                   |
| ------------------------ | ------------------------ | ------------------------ | -------------------------------------- | ------------------------ |
| Goud                     | Ruben Verkerk            | Nederland                | Ormer ICT                              | 125,1                    |
| Zilver                   | Joël Haasjes             | Nederland                | Arbeidsrecht de Graaf                  | 101                      |
| Brons                    | Simon de Smit            | Nederland                | Vector                                 | 85                       |
| 4                        | Chris de Velde           | Nederland                | Royal A-ware                           | 83                       |
| 5                        | Matthé Pronk             | Nederland                | OKAY/Interfarms                        | 39                       |
| 6                        | Jelle Koeleman           | Nederland                | Douma Staal                            | 26                       |
| 7                        | Jasper Tinga             | Nederland                | Douma Staal                            | 25                       |
| 8                        | Fred Schouwenaar         | Nederland                | Ormer ICT                              | 22                       |
| 9                        | Morris Witkam            | Nederland                | Vector                                 | 18                       |
| 10                       | Jasper van der Marel     | Nederland                | Spieren voor Spieren / Douna Machinery | 16                       |

## Uitslag Top-divisie vrouwen[5]
| #      | Rijder                  | Ploeg                                        | Nationaliteit | Ronde | Punten |
| ------ | ----------------------- | -------------------------------------------- | ------------- | ----- | ------ |
| Goud   | Anna Marit Sybrandi     | Boltrics                                     | Nederland     | 60    | 25,1   |
| Zilver | Mayke Vriesinga         | Boltrics                                     | Nederland     | 60    | 21     |
| Brons  | Iris Tiben              | Wokke Vastgoed                               | Nederland     | 60    | 18     |
| 4      | Iza Stekelenburg        | OCRE                                         | Nederland     | 60    | 17     |
| 5      | Tijn Borst              | Victron Energy                               | Nederland     | 60    | 16     |
| 6      | Sam van der Monde       | Gewest Friesland                             | Nederland     | 60    | 15     |
| 7      | Lianne van Gameren      | Skadi / P&G Safety / Mark Bouman Grondwerken | Nederland     | 60    | 14     |
| 8      | Viviana Rodríguez Rojas | 21Adventures.nl                              | Chili         | 60    | 13     |
| 9      | Liset Speelman          | Speelman / Exclusief Vastgoedbeheer          | Nederland     | 60    | 12     |
| 10     | Bianca van der Meer     |                                              | Nederland     | 60    | 11     |
| 11     | Tjitske Eppinga         | Appartementen De Lindehoeve                  | Nederland     | 60    | 10     |
| 12     | Tara Donoghue           | Leontienhuis                                 | Ierland       | 60    | 9      |
| 13     | Susanne Prins           | Speelman / Exclusief Vastgoedbeheer          | Nederland     | 60    | 8      |
| 14     | Donna Pronk             | Forte D team                                 | Nederland     | 60    | 7      |
| 15     | Melissa Mooijman        | Wokke Vastgoed                               | Nederland     | 60    | 6      |
| 16     | Renée Schipper          | Vector                                       | Nederland     | 60    | 5      |
| 17     | Nikita Fredrikze        | Leontienhuis                                 | Nederland     | 60    | 4      |
| 18     | Florien Bolks           | Drenergie / B&B Nordengoed                   | Nederland     | 60    | 3      |
| 19     | Sterre Kuijs            | OCRE                                         | Nederland     | 60    | 2      |
| 20     | Madelief de Jong        | TZN                                          | Nederland     | 60    | 1      |

60 ronden
0:36:46uur (gem. 36,8sec) 39,2km/h

### Standen na Marathon Cup 3
| Stand Marathon Cup | Stand Marathon Cup    | Stand Marathon Cup                           | Stand Marathon Cup | Stand Marathon Cup |
| Nr.                | Naam                  | Nationaliteit                                | Ploeg              | Punten             |
| ------------------ | --------------------- | -------------------------------------------- | ------------------ | ------------------ |
| 1                  | Mayke Vriesinga       | Boltrics                                     | Nederland          | 158,1              |
| 2                  | Iris Tiben            | Wokke Vastgoed                               | Nederland          | 125                |
| 3                  | Anna Marit Sybrandi   | Boltrics                                     | Nederland          | 122,2              |
| 4                  | Manon Gremmen         | Husqvarna / Praktijk Centrum Bomen           | Nederland          | 188,1              |
| 5                  | Maaike Koelewijn      | Fortune Coffee                               | Nederland          | 105,4              |
| 6                  | Amber van der Meijden | KNSB Inline Selectie                         | Nederland          | 96                 |
| 7                  | Tijn Borst            | Victron Energy                               | Nederland          | 90                 |
| 8                  | Melissa Mooijman      | Wokke Vastgoed                               | Nederland          | 81                 |
| 9                  | Lianne van Gameren    | Skadi / P&G Safety / Mark Bouman Grondwerken | Nederland          | 80                 |
| 10                 | Liset Speelman        | Speelman / Exclusief Vastgoedbeheer          | Nederland          | 74                 |

| Stand jongerenklassement | Stand jongerenklassement | Stand jongerenklassement                     | Stand jongerenklassement | Stand jongerenklassement |
| Nr.                      | Naam                     | Nationaliteit                                | Ploeg                    | Punten                   |
| ------------------------ | ------------------------ | -------------------------------------------- | ------------------------ | ------------------------ |
| 1                        | Mayke Vriesinga          | Boltrics                                     | Nederland                | 158,1                    |
| 2                        | Anna Marit Sybrandi      | Boltrics                                     | Nederland                | 122,2                    |
| 3                        | Maaike Koelewijn         | Fortune Coffee                               | Nederland                | 105,4                    |
| 4                        | Amber van der Meijden    | KNSB Inline Selectie                         | Nederland                | 96                       |
| 5                        | Tijn Borst               | Victron Energy                               | Nederland                | 90                       |
| 6                        | Melissa Mooijman         | Wokke Vastgoed                               | Nederland                | 81                       |
| 7                        | Lianne van Gameren       | Skadi / P&G Safety / Mark Bouman Grondwerken | Nederland                | 80                       |
| 8                        | Liset Speelman           | Speelman / Exclusief Vastgoedbeheer          | Nederland                | 74                       |
| 9                        | Susanne Prins            | Speelman / Exclusief Vastgoedbeheer          | Nederland                | 57                       |
| 10                       | Sam van der Monde        | Gewest Friesland                             | Nederland                | 33                       |

### Snelste wedstrijdgemiddelde
| Klasse              | Snelste gemiddelde       | Tijd     | Ronden | Schaatsster         | Nationaliteit | Ploeg                           |
| ------------------- | ------------------------ | -------- | ------ | ------------------- | ------------- | ------------------------------- |
| Top-divisie Mannen  | 42,9 km/h (gem. 33,6sec) | 01:09:55 | 120    | Christiaan Haasjes  | Nederland     | Bouwselect / De Haan Westerhoff |
| Top-divisie Vrouwen | 41,0 km/h (gem. 31,5sec) | 00:46:17 | 80     | Marijke Groenewoud  | Nederland     | Team Albert Heijn Zaanlander    |
| Beloften Mannen     | 43,0 km/h (gem. 33,5sec) | 00:55:49 | 100    | Joost de Jong       | Nederland     | Bouwselect / De Haan Westerhoff |
| Beloften Vrouwen    | 39,2 km/h (gem. 36,8sec) | 00:36:46 | 60     | Anna Marit Sybrandi | Nederland     | Boltrics                        |

Marathon Cup 1 · 
Marathon Cup 2 · 
Marathon Cup 3 ·
Marathon Cup 4 · 
Marathon Cup 5 · 
Marathon Cup 6 · 
Marathon Cup 7 · 
Marathon Cup 8 · 
De Vier van Noord-Holland 1 · 
De Vier van Noord-Holland 2 · 
De Vier van Noord-Holland 3 · 
De Vier van Noord-Holland 4 · 
Marathon Cup 9 · 
NK kunstijs · 
Marathon Cup 10 · 
Marathon Cup 11 · 
Marathon Cup 12 · 
Marathon Cup 13 · 
Grand Prix 1 · 
Open NK natuurijs · 
Grand Prix 2 · 
Grand Prix 3 · Marathon Cup 14 · 
Marathon Cup 15 · 
Grand Prix 4 · 
Grand Prix 5 · 
Grand Prix 6 ·  
Marathon Cup 16  · 
Klassementen: KNSB Cup ·
Jongeren · 
Ploegen ·
Grand Prix ·
Club-assistent Brabantcup ·
De Vier van Noord-Holland
Lijst van schaatsmarathonrijders 2024/2025